# 马来拟啄木鸟
，又名馬來擬啄木，為鬚鴷科擬啄木屬的鳥類，分布於馬來半島與蘇門答臘西側的淺山森林和果園。本種曾包含五個亞種，包含中國東南部、臺灣與中南半島東部的族群，但這些族群因羽色、叫聲與遺傳關係都與本種有不小差異，現已被分離為黑眉拟啄木鸟（P. faber）、五色鳥（P. nuchalis）與中南拟啄木鸟（P. annamensis）三個獨立物種；本種如今則被認為沒有亞種分化。

## 特征
马来拟啄木鸟体重约87.69克，翼长约91.8毫米，嘴峰长约21.9毫米，喙宽度约8.1毫米，喙厚度约10.1毫米，跗蹠长约23.2毫米，尾长约64毫米。马来拟啄木鸟在其分布区内为留鸟，其栖息在密集的高大树木组成的森林中，食性为草食性，主要食物来源是水果。